# Роско (Јужна Дакота)
Роско (енгл. Roscoe) град је у америчкој савезној држави Јужна Дакота.

## Демографија
По попису из 2010. године број становника је 329, што је 5 (1,5%) становника више него 2000. године.
| Група             | 2000.       | 2010.       |
| Белци             | 322 (99,4%) | 304 (92,4%) |
| Афроамериканци    | 0 (0,0%)    | 3 (0,9%)    |
| Азијати           | 0 (0,0%)    | 0 (0,0%)    |
| Хиспаноамериканци | 1 (0,3%)    | 15 (4,6%)   |
| Укупно            | 324         | 329         |